# Épées et Sorciers
Épées et Sorciers (titre original : Swords Against Wizardry) est un recueil de nouvelles écrites par Fritz Leiber et appartenant au Cycle des épées. Il a été publié aux États-Unis en 1968 puis traduit et publié en France en 1982.

## Liste des nouvelles
1. Dans la tente de la sorcière
2. Le Quai des étoiles
3. Les Deux Voleurs de Lankhmar
4. Les Seigneurs de Quarmall

## Synopsis

### Dans la tente de la sorcière
Alors que Fafhrd et le Souricier Gris se moquent d'une prophétesse mais s'inquiètent de l'oracle qu'elle vient de leur rendre, la milice entoure la tente. Cette courte nouvelle raconte leur fuite à travers la ville.

### Le Quai des étoiles
Il est ici question de l'ascension du quai des Étoiles, la plus grande montagne du monde de Nehwon. On en apprend plus sur Fafhrd qui est né à son pied. Les deux héros auront à combattre de nombreux monstres et rivaux jusqu'au sommet où, d'après la légende, les étoiles étaient construites à partir d'émeraudes par les dieux.

### Les Deux Voleurs de Lankhmar
Où l'on apprend ce que Fafhrd et le Souricier Gris font des trésors amassés durant leur quête.

### Les Seigneurs de Quarmall
Quarmall est plus qu'une cité, c'est un pays sous la surface. Alors que le vieux roi va mourir, ses deux fils se disputent la succession, par la magie, les poisons et, finalement, en ayant recours aux muscles de Fafhrd d'un côtés et du Souricier Gris de l'autre. Les deux amis se retrouvent alors face à face.